# ويجو
ويجو (بالإنجليزية: Wego)، أو كما كان يعرف سابقاً باسم بيزورك (بالإنجليزية: Bezurk) هو محرك بحث وصفي سنغافوري المنشأ متخصص في السفر أُسس عام 2005 في سنغافورة على يد روس فيتش وكريغ هيويت ويقع مقره الرئيسي المزدوج في كل من سنغافورة ودبي، ما يعكس تركيزه القوي على منطقة الشرق الأوسط.
تمكّن منصة ويجو المستخدمين من البحث ومقارنة أسعار الرحلات الجوية والفنادق والعروض السياحية الأخرى عبر مئات شركات الطيران والفنادق ووكالات السفر الإلكترونية، حيث تعرض النتائج باللغات والعملات المحلية. وتدير الشركة العشرات من المواقع الإلكترونية والتطبيقات الخاصة بنطاقات محلية بدول محددة حول العالم بأكثر من 20 لغة، مع قاعدة مستخدمين كبيرة تتركز في منطقة الشرق الأوسط وشمال أفريقيا. وقد وُصف ويجو بأنه تطبيق السفر رقم 1 وأكبر سوق للسفر في منطقة الشرق الأوسط وشمال أفريقيا. ففي أوائل عام 2024، كان التطبيق الأكثر تحميلًا لحجوزات الطيران في المنطقة، محققاً نمواً سنويًا بنسبة تزيد عن 44%.
الشركة مملوكة ملكية خاصة، ويضم كبار المستثمرين بالشركة تايغر غلوبال مانجمنت وكريسنت بوينت غروب وسكوير بيغ كابيتال وميدل إيست فينتشر بارتنرز ومجموعة إم بي سي.

## التاريخ والمحطات الرئيسية

### التأسيس وإعادة التسمية
تأسس ويجو في الأصل تحت اسم بيزورك في سنغافورة عام 2005 على يد المؤسسين المشاركين روس فيتش وكريغ هيويت. وبصفتها منصة ناشئة، استهدفت في البداية أسواق آسيا والمحيط الهادئ، مقدمةً مقارنات فورية لخيارات السفر.
في مايو 2008، قامت  الشركة بإعادة تسمية علامتها التجارية من Bezurk.com إلى Wego.com استعداداً للتوسع على نطاق أكبر. فعلى الرغم من غرابة الاسم الأصلي، إلا أنه كان من الصعب على المستخدمين تذكره وتهجئته، وخاصة بالنسبة لغير الناطقين باللغة الإنجليزية.
تزامن تغيير الاسم إلى ويجو  والمستوحى من عبارة We go (نحن نسافر)، مع إطلاق موقع إلكتروني جديد وإضافة ميزات جديدة بهدف تحسين تجربة المستخدم. بعد إعادة تسمية العلامة التجارية، واصل مارتن سايمز، الذي كان يشغل منصب الرئيس التنفيذي لشركة بيزورك آنذاك، في منصبه حتى عام 2012، حين تولى روس فيتش منصب الرئيس التنفيذي بعد أن كان يشغل منصب رئيس قسم المنتجات.

### جولات التمويل
نمت ويجو بفضل جولات متعددة من التمويل الاستثماري. ففي عام 2008، أكملت الشركة جولة تمويل من الفئة (أ) جمعت فِيهَا حوالي 4.5 مليون دولار أمريكي من نيوز ديجيتال ميديا، الذراع الاستثماري لشركة نيوز كوربوريشن. تبع ذلك جولة تمويل من الفئة (ب) في أواخر عام 2010، قادتها شركة تايغر غلوبال مانجمنت، حيث استثمرت حوالي 13 مليون دولار أمريكي في ويجو.
وفي يونيو 2013، أكملت ويجو جولة تمويل من الفئة (ج) جمعت 17 مليون دولار أمريكي، قادتها مجموعة كريسنت بوينت بمشاركة تايغر غلوبال ومستثمرين آخرين. جمعت ويجو في جولة تمويل من الفئة (د) في أكتوبر 2015 مبلغاً إضافياً قدره 11 مليون دولار أمريكي من مستثمرين حاليين، بما في ذلك تايغر غلوبال وكريسنت بوينت.
وجاءت جولة تمويل أخرى مع الفئة (ه) في منتصف عام 2017، عندما استثمرت مجموعة إم بي سي (شركة الإعلام في الشرق الأوسط) مبلغ 12 مليون دولار أمريكي في ويجو. كما شهدت جولة التمويل لعام 2017 مشاركة ميدل إيست فينتشر بارتنرز (MEVP) مقابل حصة في الشركة. وبحلول عام 2017، كانت ويجو قد جمعت ما يقرب من 57.5 مليون دولار أمريكي من تمويل الأسهم، مما ساعد في تمويل توسعها الدولي.

### التوسّع والنمو
بعد أن رسخ ويجو مكانته في جنوب شرق آسيا، بدأ في أوائل العقد الثاني من الألفية بتوسيع حضوره الجغرافي وعملياته. ففي عام 2012، دخلت الشركة ممارسة أعمالها في منطقة الشرق الأوسط، والتي سرعان ما أصبحت واحدة من مناطقها الأساسية. وبحلول عام 2013، افتتح ويجو مكاتب إقليمية في بنغالور (الهند)، وجاكرتا (إندونيسيا)، ودبي (الإمارات العربية المتحدة)، لدعم نموها في جنوب آسيا وجنوب شرق آسيا ومنطقة الخليج.
وقد أثمر التوسع في الشرق الأوسط عن نجاحاً كبيراً، إذ شهدت منصة ويجو تبنياً سريعاً من قبل المستخدمين في دول الخليج، وبحلول عام 2017، كانت الشركة قد ساعدت في تحقيق حجوزات سفر إجمالية سنوية بقيمة تقارب مليار دولار أمريكي، جاء حوالي نصفها من عملياتها في منطقة الشرق الأوسط وشمال أفريقيا.
وبحلول عام 2017، كانت مواقع ويجو في الشرق الأوسط تستقطب نحو 10 ملايين زيارة شهرياً، وتتعاون مع أكثر من 700 شركة طيران وفندق ووكيل سفر في المنطقة. كما استثمرت الشركة في تحسين المنتجات وعمليات التوطين لتعزيز النمو. 
وخلال الفترة من 2016 إلى 2018، انتقل ويجو إلى استراتيجية "الأولوية للجوال"، وقدّم خدمات باللغة العربية وميزات خاصة بالمنطقة لتلبية احتياجات المستخدمين في منطقة الشرق الأوسط وشمال أفريقيا.
بحلول أوائل عشرينيات القرن الحادي والعشرين، رسّخت ويجو مكانتها كتطبيق لبحث وحجز الرحلات بارز في منطقة الشرق الأوسط وشمال إفريقيا، مع مواصلة تقديم خدماته للمستخدمين في منطقة آسيا والمحيط الهادئ. وفي عام 2021، أعلنت الشركة عن أكثر من 9 ملايين عملية تنزيل لتطبيقها في ذلك العام وحده، ما يؤكد نمو قاعدة مستخدميه. وخلال عامي 2023 و2024،  كان تطبيق ويجو الأكثر تنزيلًا للبحث عن الرحلات الجوية وحجزها في الشرق الأوسط. ففي فبراير 2023، حقق ويجو نمواً سنوياً بنسبة 157.7%، وبلغ عدد عمليات التنزيل 143.002عملية تنزيل في ذلك الشهر وحده. حافظ التطبيق على مركزه الأول في مايو 2024، مسجلاً نمواً بنسبة 44% على أساس سنوي و305,775 عملية تنزيل في مايو وحده.

## الجوائز والتكريمات
في عام 2019، اختار المنتدى الاقتصادي العالمي، بالتعاون مع مجلس التنمية الاقتصادية في البحرين، ويجو كواحدة من "أفضل 100 شركة ناشئة عربية تُشكّل الثورة الصناعية الرابعة". وقد وضع هذا الاختيار ويجو ضمن الشركات التقنية المبتكرة التي تحظى بالتقدير في العالم العربي.
في مارس 2024، حصلت حملة ويجو بعنوان "لا تدع عطلتك الشتوية تتحول إلى كابوس"، والتي أعدتها وكالة إم آند سي ساتشي دبي، على عدة جوائز ضمن مهرجان دبي لينكس الدولي للإبداع، بما في ذلك جائزة ذهبية في فئة الإنتاج (اختيار الممثلين) وجائزة برونزية في فئة الأفلام التلفزيونية/السينمائية. وفي العام نفسه، حظي ويجو بتكريم داخل قطاع السفر، حيث فاز بجائزة "أفضل سوق إلكتروني لحجوزات السفر " (السعودية) ضمن جوائز السفر العربية 2024، مما يعكس مكانة العلامة التجارية في قطاع السفر الإلكتروني بالمملكة العربية السعودية.
كما تم اختيار ويجو كـأفضل موقع لمقارنة أسعار الرحلات في الشرق الأوسط لعام 2024 ضمن جوائز World Travel Tech Awards، في تأكيد على تميّزه في مجال تقنيات السفر.
في مايو 2025، نال ويجو جائزة "التطبيق الذهبي للعام" لأفضل تطبيق لحجوزات السفر في المنطقة، ضمن جوائز السفر العربية، المقدّمة من جريدة الرحلة. وفي الشهر نفسه، حصل ويجو على جائزتين من جوائز سمارتيز الشرق الأوسط وشمال أفريقيا المقدّمة من جمعية التسويق عبر الهواتف المحمولة (MMA)؛ الجائزة الفضية عن فئة التفاعل مع الجمهور المدعوم بالذكاء الاصطناعي، والجائزة البرونزية عن فئة الاستخدام المبتكر للذكاء الاصطناعي في الإعلانات.

## إطلاق المنتجات والاستحواذات
وسع ويجو نطاق خدماته على مرّ السنوات، ليتجاوز نطاق البحث المقارن (الميتا سيرتش)، ويشمل منتجات جديدة واستحواذات استراتيجية. ففي مارس 2021، أطلق ويجو تطبيق شوب كاش (بالإنجليزية ShopCash)، وهو تطبيق لعروض التسوق ومكافآت استرداد النقود يستهدف المستخدمين في منطقة الشرق الأوسط وشمال أفريقيا. وفي أكتوبر 2023، استحوذ ويجو على ترافيل ستوب (بالإجليزية: Travelstop) والتي أُعيدت تسميتها إلى ويجو برو، وهي منصة مقرها سنغافورة وهي منصة مقرها سنغافورة لإدارة رحلات العمل والنفقات. وقد مكّن هذا الاستحواذ ترافيل ستوب من الاستفادة من شبكة ويجو الإقليمية وقاعدة عملائه، بينما أصبح بإمكان ويجو تقديم حل متكامل للسفر التجاري لعملائه.

## الشراكات والتحالفات
سعى ويجو إلى عقد شراكات توزيع مع مصنّعي الأجهزة ومنصات التكنولوجيا. فقد أبرم اتفاقيات مع شركات تصنيع الهواتف الذكية مثل سامسونج، ليتم تثبيت تطبيق ويجو مسبقاً على بعض الأجهزة في الأسواق الرئيسية. وفي عام 2020، عقد ويجو شراكة مع هواوي لدمج خدماته ضمن محرك البحث بحث بيتال، وهو محرك البحث ومنصة اكتشاف التطبيقات الخاصة بهواتف هواوي.
في أبريل 2025، أعلن ويجو عن شراكة استراتيجية مع أكور (بالإنجليزية Accor)، إحدى أكبر مجموعات الضيافة في العالم. وبموجب هذه الاتفاقية، سيتم دمج المجموعة الكاملة لفنادق أكور، التي تضم أكثر من 5000 فندق ضمن 45 علامة تجارية، في منصة ويجو للبحث والمقارنة بين خيارات السفر.
كما أقام ويجو شراكات مع عدد من هيئات السياحة الوطنية (NTBs) حول العالم، حيث يتعاون معها لتزويد المستخدمين بمحتوى منسّق وحملات محلية تروّج لمختلف الوجهات العالمية، بالإضافة إلى إتاحة الوصول المباشر إلى العروض والخدمات الرسمية لتلك الوجهات.